# Matthieu Rougé
Matthieu Marie Jean Rougé (ur. 7 stycznia 1966 w Neuilly-sur-Seine) – francuski duchowny katolicki, biskup Nanterre od 2018.

## Życiorys
Święcenia kapłańskie otrzymał 25 czerwca 1994 i został inkardynowany do archidiecezji paryskiej. Pracował głównie jako duszpasterz parafialny, był też m.in. sekretarzem arcybiskupim (2000–2003). 
5 czerwca 2018 papież Franciszek mianował go ordynariuszem diecezji Nanterre. Sakrę biskupią otrzymał 16 września 2018 z rąk arcybiskupa Michela Aupetit.